# Абовян, Хачатур Аветикович
Хачату́р Авети́кович Абовя́н (арм. Խաչատուր Ավետիքի Աբովյան; 15 октября 1809, Канакер — пропал без вести 14 апреля 1848) — армянский писатель, ашхарабарист, основоположник новой армянской литературы и нового литературного языка (на основе восточноармянского языка вместо устаревшего грабара), педагог, этнограф.

## Биография

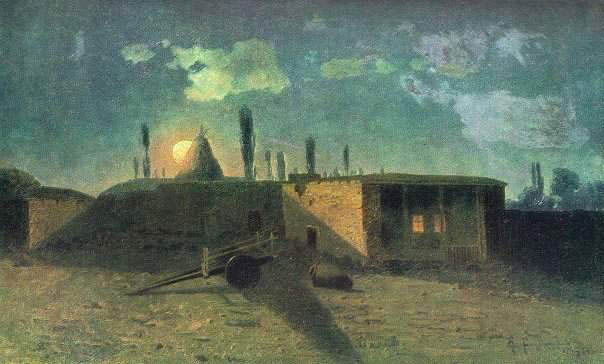
Г. З. Захарович. «Дом Хачатура Абовяна в Канакере»

Родился в селе Канакер близ Эривани (Еревана). Принадлежал к старинному и знатному роду Абовенц.
С 1818 по 1822 годы учился в Эчмиадзине, затем в 1824—1826 годы — в армянской школе Нерсисян в Тифлисе. Его учителями были замечательные армянские педагоги своего времени — Погос Карадагци и поэт Арутюн Аламдарян.
С 1827 по 1828 годы преподавал в Санаинском монастыре, а со следующего года работал в Эчмиадзине переводчиком и секретарём армянского католикоса.
27 сентября 1829 года с экспедицией во главе с профессором Дерптского университета Фридрихом Парротом поднялся на вершину горы Большой Арарат.
С 1830 по 1836 годы проходил обучение в Дерптском университете. Вернувшись на родину, задался целью открыть в Эчмиадзине семинарии подготовки учителей армянских школ, на фоне чего разгорелся конфликт с духовенством.
Открыл первое в Армении училище, основанное на европейских педагогических принципах, носившее совершенно светский характер, что в значительной мере восстановило против Абовяна церковных деятелей. Впервые преподавал и составлял учебники на разговорном языке (ашхарабар).
Завершил экономико-географическое исследование «О путях улучшения экономического и культурного состояния Армении и армянского народа» (на немецком языке); отказался от духовного звания.
Автор нескольких романов, пьес, повестей, рассказов, стихов, басен, педагогических сочинений, произведений для детей.
С 1837 по 1843 годы был смотрителем местного уездного училища в Тифлисе, одновременно открыв частную школу с целью подготовки учителей для народных школ.
С августа 1843 года становится смотрителем уездного училища в Ереване и участвует в физико-географических исследованиях Восточной Армении, которое осуществляет немецкий географ Мориц Вагнер. Абовян также сопровождает прусского путешественника Августа фон Гакстгаузена в поездках по Армении с целью изучения аграрных отношений и немецкого поэта Фридриха Боденштедта. По совету последнего переводит на немецкий язык и подготавливает к изданию в Германии армянских и курдских песен.
Первым в Армении начал заниматься научной этнографией; изучал быт и обычаи крестьян родного селения Канакер, жителей Еревана, а также собирал и изучал армянский и курдский фольклор.
В 1845 году Абовян предпринимает самостоятельную поездку к поселениям курдов, итогом которой стали работы (на немецком языке) «Курды и иезиды», «Очерк о происхождении, национальных особенностях, языке, быте и обычаях курдов» и другие. В следующем году совместно с почётным смотрителем Эриванского уездного училища Н. В. Блаватским собирает материалы для первого в Армении краеведческого кабинета.
Весной 1848 готовился к отъезду в Тифлис, чтобы принять должность директора школы Нерсисян. 2(14) апреля 1848 года ушёл из дома и пропал без вести.

## Произведения

### Роман «Раны Армении»
Главное его произведение — исторический роман «Раны Армении» (1841, издан 1858) — первый армянский светский роман на разговорном языке. Посвящён освободительной борьбе армянского народа в период Русско-персидской войны 1826—1828 годов и написан на живом народном армянском языке. Само название говорит о его патриотическом и политическом характере. Абовян рисует тяжёлое положение армян при персидском владычестве.
Герой романа «Агаси» открывает галерею образов того «идеального гражданина и патриота», той положительной личности, воспроизведением которой были заняты и многие другие писатели; Агаси — предшественник будущих патриотов-народолюбцев второй половины XIX века.
Это произведение Абовяна завоевало право гражданства в литературе новому армянскому языку (до этого пользовались древнеармянским, так называемым «грабаром») и стало началом восточной новоармянской литературы.
Роман «Раны Армении» интересен также своей политической тенденцией и содержащимся в нём материалом по фольклору Армении (Абовян — противник Персии, ориентирующийся на Россию).
Абовян был также хорошим знатоком курдского языка, фольклора и быта; некоторые из его работ в этой области появились в печати на русском языке (в тифлисской газете «Кавказ», 1848).
- Полный текст романа «Раны Армении» в русском переводе. armenianhouse.org. Дата обращения: 12 апреля 2020. Архивировано 18 февраля 2020 года.

### Научно-художественные
- «Предтропье» (1838)
- «Сборник арифметических задач» (1838)
- «Новая теоретическая и практическая грамматика русского языка для армян» (1839)
- «Учебник грамоты для армянской школы» (1-я часть издана в 1862; 2-я часть — в 1950)
- Цикл «Баяти» (опубликован 1864)
- Сборник басен «Развлечения на досуге» (опубликован 1864)
- Роман «История Тиграна, или Нравственное наставление для армянских детей» (опубликован 1941)
- Учебник истории и пособие по географии «Открытие Америки»
- «Книга рассказов»

Также перу Абовяна принадлежат переводы на армянский язык Гомера, В. Гёте, Ф. Шиллера, Н. Карамзина, И. Крылова и др.

## Память
- Город Абовян в Армении.
- Его имя присвоено Армянскому педагогическому институту.

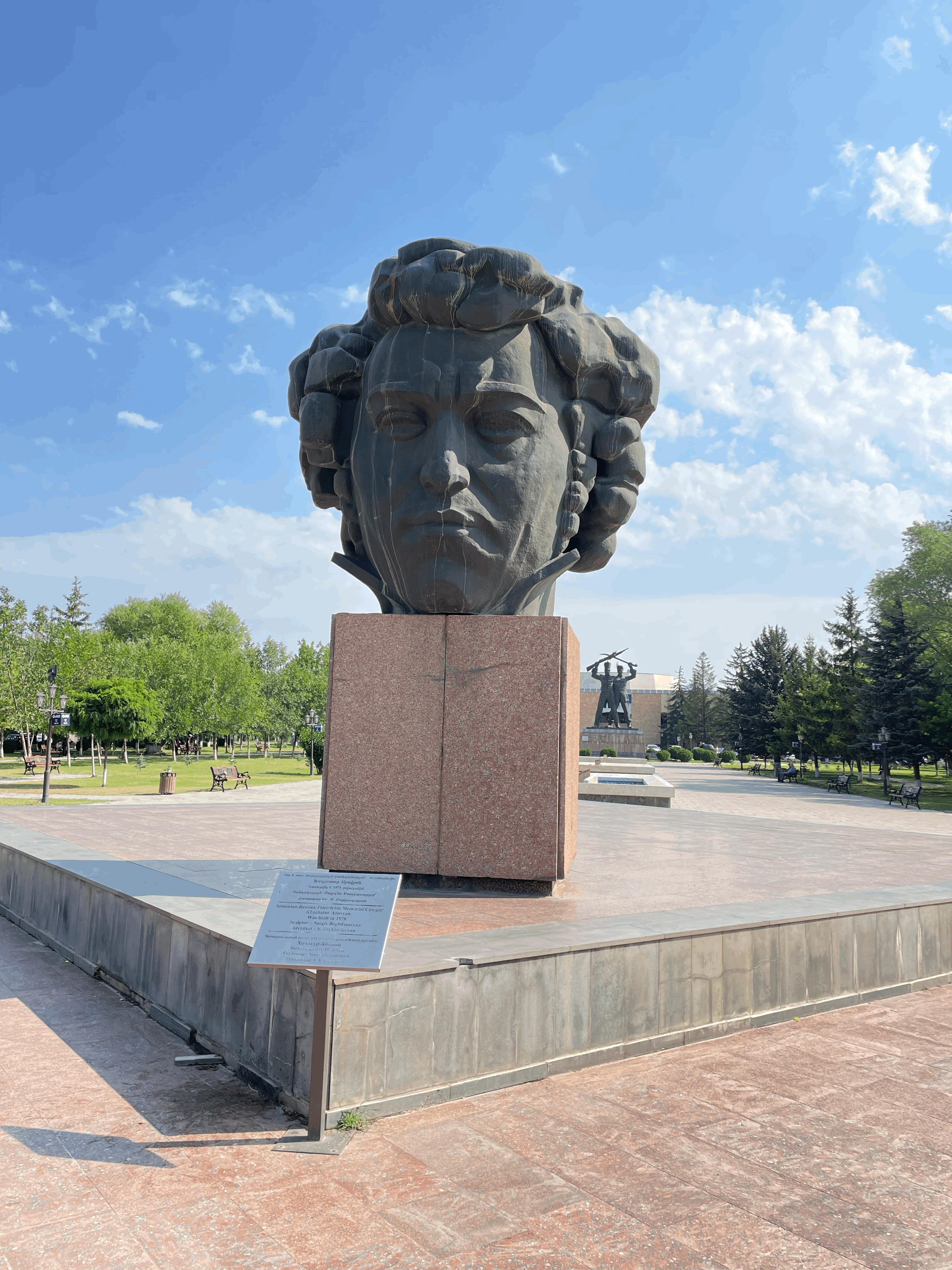
Статуя в центральном парке Абовяна
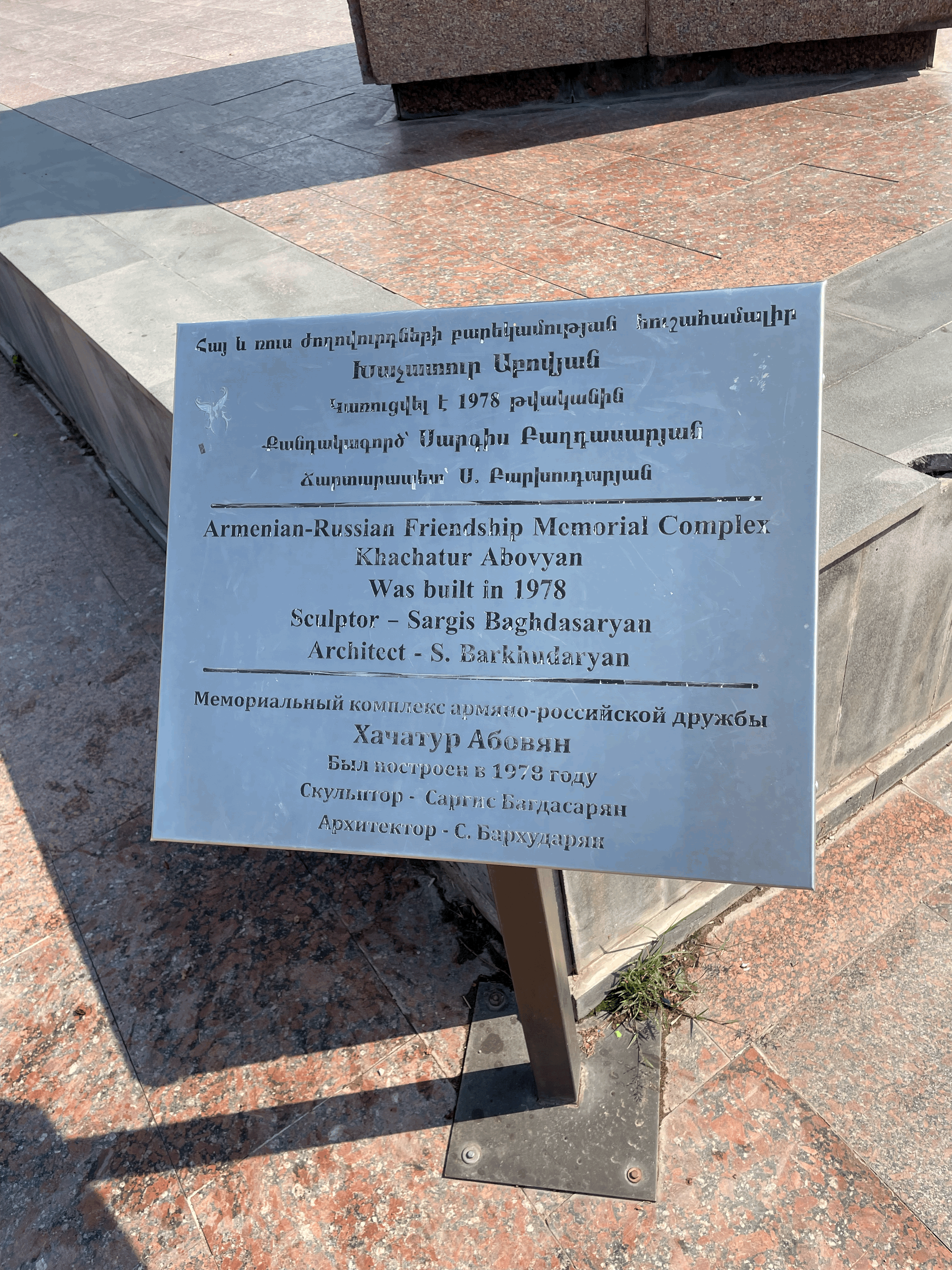
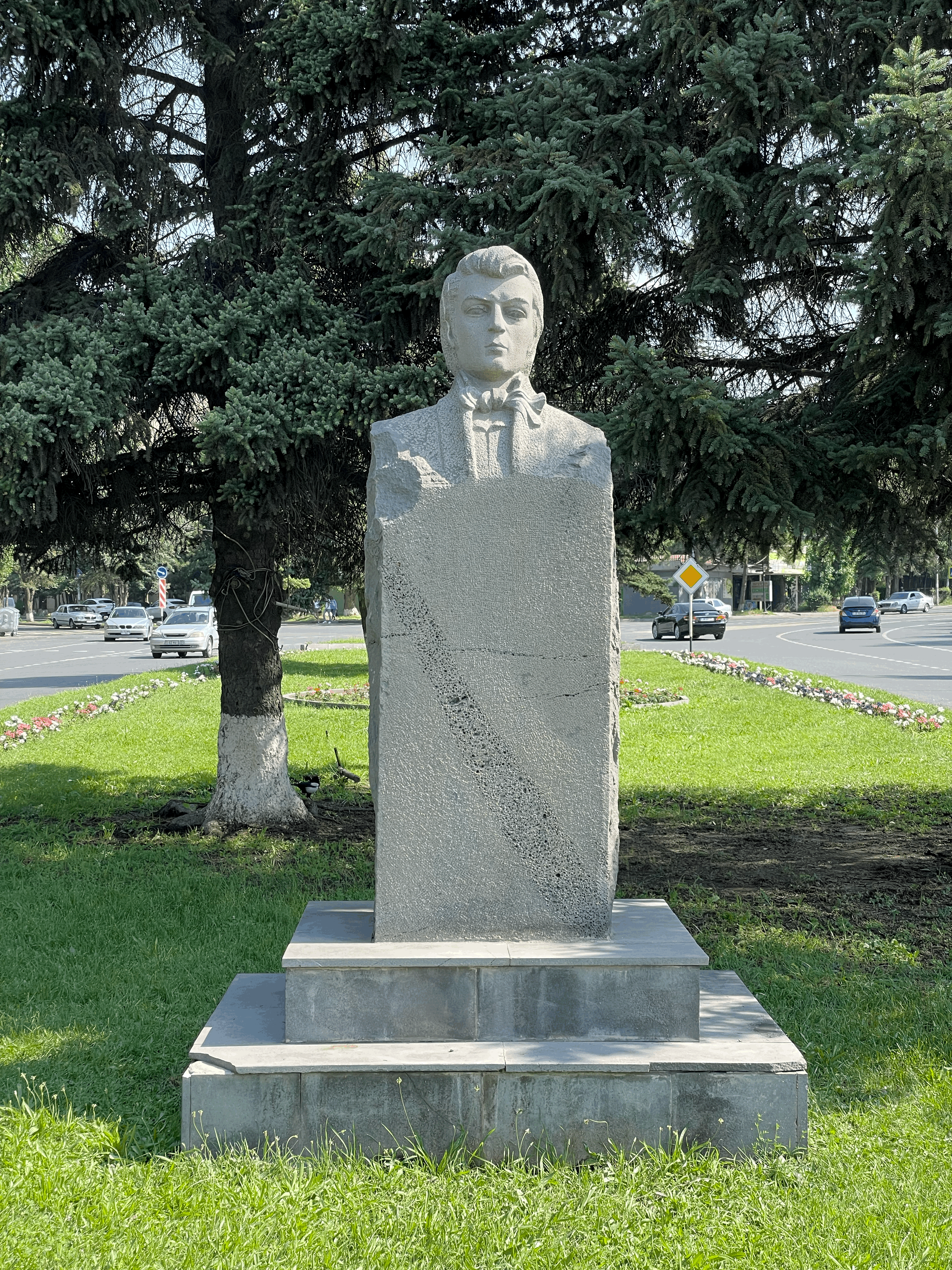
Бюст на центральной площади Абовяна

Именем Абовяна названы улицы во многих городах мира:
- Улица Абовяна в Ереване.
- Улица Хачатура Абовяна в Тбилиси.
- Улица Абовяна в Сочи.
- Улица Хачатура Абовяна в Тарту.
- Его деятельности посвящено пять биографических фильмов (1948, 1955, 1964, 1969, 1984).

### Музей
С 1937 года в Канакере, в старинном доме, где родился Абовян, был открыт его музей. Позже к дому было пристроено современное выставочное здание. В музее собраны личные вещи, редкая коллекция рукописей, книг и периодики. Перед музеем установлен памятник Абовяну.

### В филателии

Хачатур Абовян в филателии
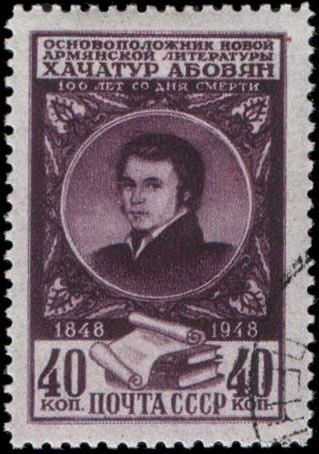
Хачатур Абовян — 100 лет со дня смерти  (ЦФА [АО «Марка»] #1315; Mi #1259)
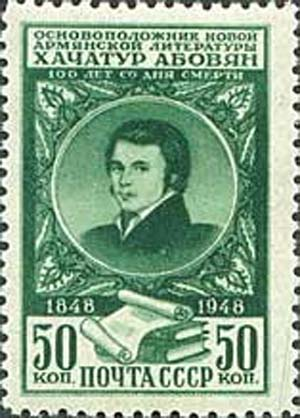
100 лет со дня смерти.  (ЦФА [АО «Марка»] #1316; Mi #1260)
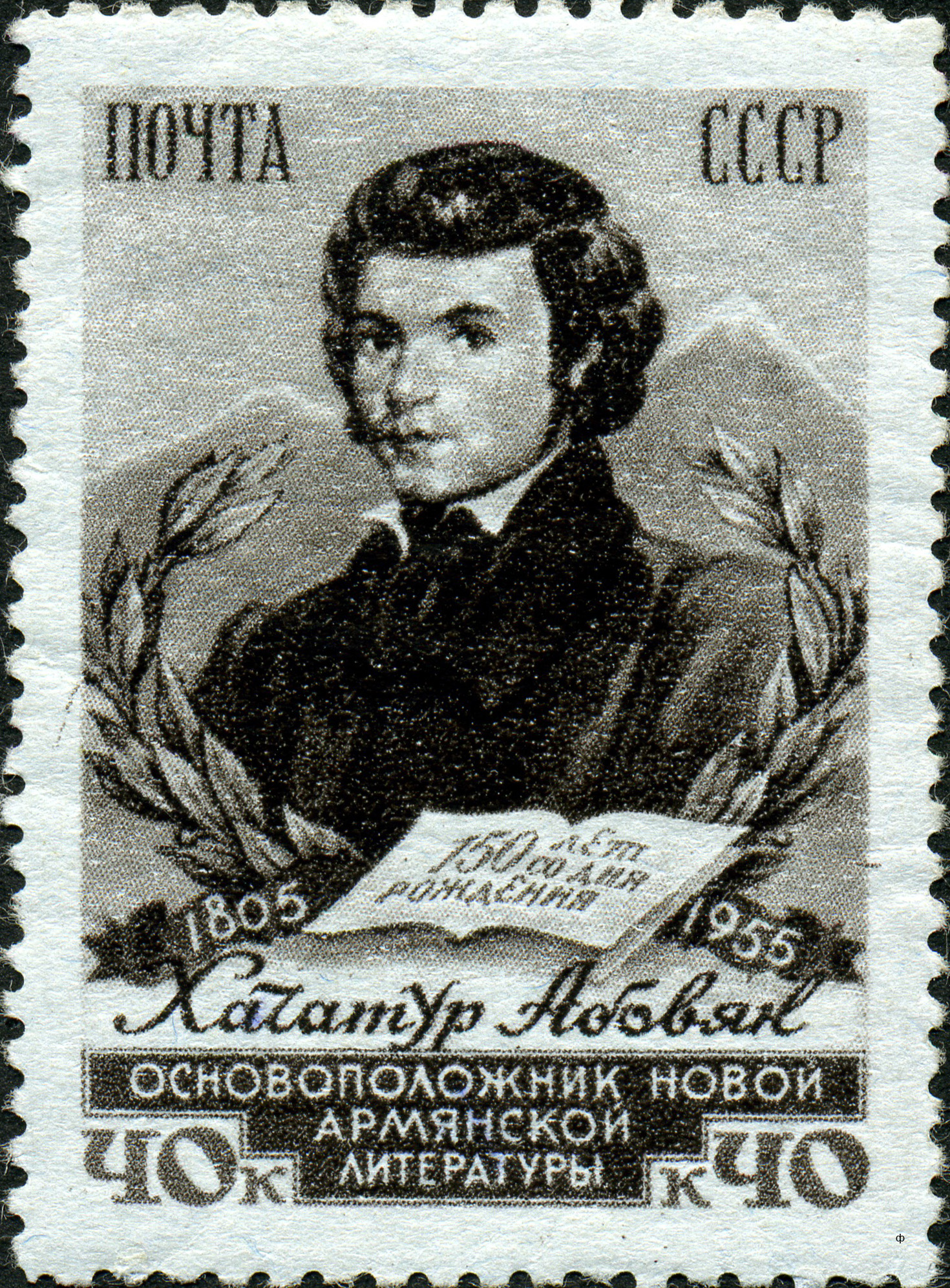
Хачатур Абовян — 150 лет со дня рождения  (ЦФА [АО «Марка»] #1867; Mi #1807)